# Donald Lippert
Donald Francis Lippert OFM Cap. (ur. 12 czerwca 1957 w Pittsburghu w Pensylwanii w USA) – amerykański duchowny katolicki, biskup Mendi w Papui-Nowej Gwinei od 2012 roku.

## Życiorys

### Młodość i prezbiterat
W 1975 ukończył katolicką szkołę średnią South Hills. Studiował rok na Uniwersytecie w Pittsburghu i przez dwa lata na Duquesne University of the Holy Spirit, po czym wstąpił do kapucyńskiego Seminarium Saint Fidelis. W 1979 roku ukończył studia. W 1980 roku złożył śluby czasowe, a 20 czerwca 1983 wieczyste. Studiował teologię w Washington Theological Union. Został wyświęcony na kapłana biskupa Seana O'Malleya w dniu 8 czerwca 1985 roku. Pracował jako wikariusz w USA, studiował na katolickim uniwersytecie w Louvain w Belgii.
W Nowej Gwinei przed mianowaniem na biskupa pracował jako profesor filozofii w Katolickim Instytucie Teologicznym w Bomana, 15 km od stolicy Port Moresby. Od 2010 był także radnym kapucyńskiej wiceprowincji papuańskiej.

### Episkopat
Nominowany biskupem Mendi przez Benedykta XVI 22 listopada 2011 roku. Wyświęcony 4 lutego 2012 przez kardynała Seana o'Malleya.
Motto biskupie w języku tok pisin: STAP WANBEL WANTAIN SIOS, w języku łacińskim oznacza "Sentire cum Ecclesia", po polsku "Czuć z Kościołem". Takie samo motto miał biskup San Salvador, błogosławiony Oskar Arnulfo Romero, który zginął za wiarę 24 marca 1980 roku, jednak wybór nie jest przypadkiem.
Autorem jego herbu biskupiego jest Deacon Paul Sullivan.